# Matthias Sindelar
Matthias Sindelar var en österrikisk fotbollsspelare, född 10 februari 1903 i Kozlau, död 23 januari 1939.
Han var en av Österrikes största spelare genom tiderna - av många sedd som den allra främste. Sindelar var en stor tekniker som ledde Austria Wien till framgångar på 1930-talet. Austria Wien vann Mitropacupen, en tidiga internationell klubbturnering, två gånger och Sindelar sköt segermålet mot Sparta Prag.
Sindelar gjorde sig ett stort namn som landslagsspelare med 27 mål på 43 landskamper. Sindelar var den stora spelare i dåtidens österrikiska storlag kallat Wunderteam. Meriterade segrar togs mot bland annat Skottland. Sindelar slutade i landslaget efter att Tyskland annekterat Österrike 1938. 
En månad efter Tysklands annektering av Österrike anordnade naziledningen en sista vänskapsmatch före samgåendet. Sindelar, övertygad socialdemokrat, ledde Österrike till seger med 2-0 varpå han utför en trotsig dans framför nazisterna på VIP-läktaren. 
Sindelar dog under oklara omständigheter 1939. Hans död kunde aldrig riktigt klaras upp, bland annat på grund av att utredningsmaterial försvann under andra världskriget. En del tror att han tog sitt liv. En del säger att han och en kvinna dog då en kamin läckte ut giftig rök men det spekuleras i om det i så fall var en olycka eller mord.

## Meriter
- 43 A-landskamper/27 mål för Österrikes fotbollslandslag
- VM i fotboll: 1934
  - Semifinal 1934
- Mitropacupen: 1933, 1936
- Österrikisk mästare: 1926

## Klubbar
- Austria Wien